# Annunciáta
Az Annunciáta latin eredetű olasz női név, jelentése: nő, aki hírt kapott; utalás arra a bibliai eseményre, mikor Gábriel arkangyal közölte Máriával a fogantatását. Ennek ünnepe Gyümölcsoltó Boldogasszony napja (latinul: Annunciatio Mariae Virginis).

## Gyakorisága
Az újszülötteknek adott nevek körében az 1990-es években szórványosan fordult elő. A 2000-es és a 2010-es években sem szerepelt a 100 leggyakrabban adott női név között.
A teljes népességre vonatkozóan az Annunciáta sem a 2000-es, sem a 2010-es években nem szerepelt a 100 leggyakrabban viselt női név között.

## Névnapok
- március 25.[2]

## Híres Annunciáták
- Mária Annunciáta nápoly–szicíliai királyi hercegnő, osztrák főhercegné
- Mária Annunciáta osztrák főhercegnő

## Egyéb Annunciáták
- annunciáták, egymástól független szerzetesrendek és kongregációk tagjai